# Troglohyphantes gregori
Troglohyphantes gregori este o specie de păianjeni din genul Troglohyphantes, familia Linyphiidae. A fost descrisă pentru prima dată de Miller, 1947. Conform Catalogue of Life specia Troglohyphantes gregori nu are subspecii cunoscute.